# Virtual Studio Technology
Virtual Studio Technology (VST) és una interfície de programari de complement d'àudio que integra sintetitzadors de programari i unitats d'efectes en estacions de treball d'àudio digital. VST i tecnologies similars utilitzen processament de senyal digital per simular el maquinari tradicional de l'estudi de gravació en programari. Existeixen milers de connectors, tant comercials com gratuïts, i moltes aplicacions d'àudio admeten VST sota llicència del seu creador, Steinberg.

## General
Els connectors VST generalment s’executen dins d'una estació de treball d'àudio digital (DAW), per proporcionar funcionalitats addicionals, tot i que existeixen uns quants amfitrions de connectors independents que admeten VST. La majoria dels connectors VST són instruments (VSTi) o efectes (VSTfx), encara que existeixen altres categories, per exemple, analitzadors d'espectre i diversos comptadors. Els connectors VST solen proporcionar una interfície gràfica d'usuari personalitzada que mostra controls similars als commutadors i als comandaments físics del maquinari d'àudio. Alguns connectors (sovint més antics) es basen en l'aplicació amfitrió per a la seva interfície d'usuari.
Instruments VST inclouen programari de simulació emulacions de maquinari coneguts sintetitzadors i samplers. Normalment emulen l'aspecte de l'equip original, així com les seves característiques sonores. Això permet als músics i als enginyers de gravació utilitzar versions virtuals de dispositius que d'altra manera poden ser difícils i costosos d'obtenir.
VST instruments receive notes as digital information via MIDI, and output digital audio. Effect plugins receive digital audio and process it through to their outputs. (Some effect plugins also accept MIDI input—for example, MIDI sync to modulate the effect in sync with the tempo). MIDI messages can control both instrument and effect plugin parameters. Most host applications can route the audio output from one VST to the audio input of another VST (chaining). For example, the output of a VST synthesizer can be sent through a VST reverb effect.

## Història
Steinberg va llançar l'especificació de la interfície VST i l'SDK el 1996. El van llançar al mateix temps que Steinberg Cubase 3.02, que incloïa els primers connectors de format VST: Espacial (una reverberació), Chorus (un efecte cor), Stereo Echo i Auto-Panner.
Steinberg va actualitzar l'especificació de la interfície VST a la versió 2.0 el 1999. Una addició va ser la possibilitat que els connectors rebessin dades MIDI. Això va donar suport a la introducció de connectors de format Virtual Studio Technology Instrument (VSTi). Els instruments VST poden actuar com a sintetitzadors de programari autònoms, mostrejadors o bateries.
Neon va ser el primer instrument VST disponible (inclòs amb Cubase VST 3.7). Era un sintetitzador analògic virtual de 16 oscil·ladors i 2 oscil·ladors.
El 2006, l'especificació de la interfície VST es va actualitzar a la versió 2.4. Els canvis van incloure la possibilitat de processar àudio amb precisió de 64 bits. Es va desenvolupar un reemplaçament de programari lliure per a LMMS que seria utilitzat més endavant per altres projectes de programari lliure.
VST 3.0 va sortir el 2008. Canvis inclosos:
- Entrades d'àudio per a instruments VST
- Múltiples entrades / sortides MIDI
- Integració opcional d'ESQUÍ (interfície de nucli de Steinberg)

VST 3.5 va sortir al febrer de 2011. Els canvis van incloure l' expressió de notes, que proporciona informació d'articulació extensa en esdeveniments de notes individuals en una disposició polifònica. Segons Steinberg, això dona suport a la flexibilitat del rendiment i a una sensació de joc més natural.
L'octubre de 2011, Celemony Software i PreSonus van llançar Audio Random Access (ARA), una extensió per a interfícies de connectors d'àudio, com ara VST, que permet una major integració entre connectors d'àudio i programari DAW.
Al setembre de 2013, Steinberg va suspendre el manteniment de l'SDK VST 2. Al desembre, Steinberg va deixar de distribuir l'SDK. Es continuen les versions superiors.
VST 3.6.7 va sortir al març de 2017. Inclou una versió prèvia de la plataforma VST3 per a Linux, la part VST3 de l'SDK obté una llicència doble: "Propietary Steinberg VST3" o el "codi obert GPLv3".
Com que la tecnologia d'instruments virtuals VSTi estava en desenvolupament a Steinberg, Cakewalk, famosa pel seu Sonar DAW, estava desenvolupant una plataforma per a instruments virtuals que utilitzaven tecnologia de motors DirectX. No obstant això, el format no va obtenir molta acceptació més enllà dels instruments inclosos amb SONAR. Actualment, gairebé tots els instruments virtuals del mercat utilitzen el format VSTi de Steinberg.

## Connectors VST
Hi ha tres tipus de connectors VST:
- Els instruments VST generen àudio. Generalment són sintetitzadors virtuals o mostrejadors virtuals. Molts recreen l'aspecte i el so de famosos sintetitzadors de maquinari. Els instruments VST més coneguts inclouen Discovery, Nexus, Sylenth1, Massive, Omnisphere, FM8, Absynth, Reaktor, Gladiator, Serum i Vanguard.
- Els efectes VST processen en lloc de generar àudio i realitzen les mateixes funcions que els processadors d'àudio de maquinari, com ara les reverbs i els phasers. Altres efectes de control proporcionen retroalimentació visual del senyal d'entrada sense processar l'àudio. La majoria d'amfitrions permeten encadenar múltiples efectes. Els dispositius de control d'àudio, com ara analitzadors d'espectre i comptadors, representen visualment les característiques de l'àudio (distribució de freqüència, amplitud, etc.).
- Els efectes MIDI VST processen missatges MIDI (per exemple, transposen o arpegien) i encaminen les dades MIDI a altres instruments VST o a dispositius de maquinari.

## Amfitrions VST
Un amfitrió VST és una aplicació de programari o un dispositiu de maquinari en què s’executen els connectors VST. L'aplicació amfitrió presenta les interfícies d'usuari del connector i encamina l'àudio digital i el MIDI cap als i des dels connectors.

### Programari
Hi ha molts amfitrions VST disponibles. No tots aquests són compatibles amb connectors VST 3.
- Ableton Live
- Acid Pro
- Acon Digital Acoustica
- Acoustica Mixcraft (VST3)
- Adobe Audition
- Adobe Premiere Elements
- Adobe Premiere Pro
- Ardour (open source)
- Audacity (free and open source, VST support works on Windows, Mac OS X and Linux[11])
- AudioMulch
- Band-in-a-Box
- Bidule
- Bitwig Studio
- SONAR
- DaVinci Resolve
- Deckadance
- Digital Performer (version 8 or higher)
- FL Studio
- Gig Performer
- GoldWave
- Harrison Mixbus
- iZotope RX
- Jeskola Buzz
- LMMS
- Logic Pro
- Magix Music Maker
- Maschine
- Max MSP
- MultitrackStudio
- n-Track Studio
- NOTION
- OBS Studio
- OpenMPT (ModPlug Tracker)
- Podium
- Psycle (open source)
- Reason (version 9.5 or higher)
- REAPER
- Renoise
- Samplitude
- Sound Forge
- Steinberg Cubase
- Steinberg Nuendo
- Studio One
- Vegas Pro
- vMix (VST3 Only)
- Vocaloid
- Steinberg Wavelab
- WavePad Audio Editor Software

Els amfitrions dedicats independents proporcionen un entorn d'amfitrió per als connectors VST en lloc d'utilitzar-los per ampliar les seves pròpies capacitats. Normalment, s’optimitzen per a l'ús d'actuacions en directe, amb funcions com el canvi ràpid de configuració de cançons.
Els connectors VST es poden allotjar en entorns incompatibles mitjançant una capa de traducció o shim. Per exemple, FL Studio només admet la seva pròpia arquitectura de connectors interns, però un "embolcall" natiu disponible carrega connectors VST, entre d'altres. FXpansion ofereix un embolcall VST a RTAS (Real Time AudioSuite) que permet executar els connectors VST a Pro Tools i un embolcall VST a unitats d'àudio que permet executar els connectors VST a Logic Pro.

### Maquinari
Els amfitrions VST de maquinari poden carregar versions especials de connectors VST. Aquestes unitats són portàtils i es poden utilitzar sense ordinador, tot i que algunes d'elles necessiten un ordinador per editar-les. Altres opcions de maquinari inclouen les targetes PCI / PCIe dissenyades per al processament d'àudio, que prenen el processament d'àudio de la CPU de l'ordinador i alliberen la memòria RAM.
Alguns amfitrions de maquinari accepten VST i VSTis i executen aplicacions de música compatibles amb Windows com Cubase, Live, Pro Tools, Logic, etc. o executen el seu propi DAW. Altres són només amfitrions VST i requereixen una aplicació DAW independent. Origin from Arturia és un sistema DSP de maquinari que alberga diversos sintetitzadors de programari VST en una màquina, com el Jupiter 50/80 de Roland. Mitjançant el programari adequat, les dades d'àudio també es poden enviar per una xarxa, de manera que l'amfitrió principal s'executa en un ordinador i els connectors VST en màquines perifèriques.

## Estàndard
L'estàndard del connector VST és l'estàndard del connector d'àudio creat per Steinberg per permetre a qualsevol desenvolupador de tercers crear connectors VST per utilitzar-los a les aplicacions d'amfitrió VST. VST requereix instal·lacions separades per a Windows, Mac OS X i Linux. La majoria dels connectors VST només estan disponibles per a Windows a causa de la tecnologia propietària de la Unitat d'àudio d'Apple que s’utilitza a OS X (Audio Units és una part bàsica del sistema operatiu OS X). La curta història dels entorns comercials per a Linux significa que pocs desenvolupadors s’han dirigit a aquesta plataforma.

## Presets
Els connectors VST solen tenir molts controls i, per tant, necessiten un mètode de gestió de presets (conjunts de paràmetres de control).
Steinberg Cubase VST va introduir dos formats de fitxer per emmagatzemar presets: un fitxer FXP emmagatzema un sol preajust, mentre que un fitxer FXB emmagatzema tot un banc de presets. Aquests formats han estat adoptats per molts altres amfitrions VST, tot i que el propi Cubase va canviar a un nou sistema de gestió de presets amb Cubase 4.0.
Molts connectors VST tenen el seu propi mètode per carregar i guardar presets, que no necessàriament utilitzen els formats estàndard FXP/FXB.

## Tecnologies competidores
- Unitats d'àudio d'Apple
- Avid Audio eXtension
- AudioSuite en temps real de Digidesign
- TDM de Digidesign
- LADSPA, DSSI per a Linux
- LV2, un estàndard de complements d'àudio amb llicència lliure i multiplataforma, de codi obert
- Complement DirectX de Microsoft
- Marca del sistema d'àudio Motu de l'Unicorn
- JACK Audio Connection Kit, un servidor de so de codi obert que permet un encaminament d'àudio flexible entre aplicacions
- Extensions de rack de Reason Studios

## Llenguatges de programació
El SDK VST de Steinberg és un conjunt de classes C ++ basades en una API C subjacent. L'SDK es pot descarregar des del seu lloc web.
Hi ha diversos ports disponibles, com ara una versió Delphi de Frederic Vanmol, una versió Java del projecte jVSTwRapper a Sourceforge, i dos. Versions NET: Noise i VST. NET; aquest projecte de codi obert també inclou un marc que facilita la creació de connectors VST i dona lloc a un codi més estructurat. VST. NET també proporciona suport per escriure aplicacions d'amfitrió gestionades amb una classe gestionada que permet carregar un connector no gestionat. Un llenguatge notable que admet VST és FAUST, tenint en compte que està fet especialment per fer connectors de processament de senyals, sovint produint codi més ràpid que C ++ escrit a mà.
A més, Steinberg ha desenvolupat la interfície gràfica d'usuari VST, que és un altre conjunt de classes C ++, que es pot utilitzar per construir una interfície gràfica. Hi ha classes per a botons, lliscadors i pantalles, etc. Tingueu en compte que es tracta de classes de C ++ de baix nivell i que el fabricant del complement ha de crear el seu aspecte. La interfície gràfica d'usuari VST forma part del SDK de VST i també està disponible com a projecte SourceForge.
Molts VST comercials i de codi obert s’escriuen utilitzant el framework Juce C ++ en lloc de trucades directes al SDK VST, ja que permet construir binaris multi-format (VST, Audio Units i Real Time AudioSuite) a partir d'una base de codis única.